# Inspektorat Kołomyja Armii Krajowej
Inspektorat Kołomyja Armii Krajowej – terenowa struktura Okręgu Stanisławów Armii Krajowej. Kryptonim „Bizmut”, „62”, „Australia”.

## Formowanie i działania
Konspiracja w Kołomyi rozpoczęła się prawie natychmiast po wkroczeniu wojsk bolszewickich 19 września 1939. Organizatorami podziemia byli przede wszystkim kolejarze oraz nieliczni młodzi oficerowie, głównie rezerwy, i zawodowi podoficerowie 49 hps, którym udało się wtopić w społeczność i uniknąć aresztowań.
Na przełomie 1943 i 1944 działał w inspektoracie partyzancki oddział o kryptonimie 1/49 w rejonie Nadworna – Bitków, który potem chronił przed nacjonalistami ukraińskimi, własowcami i niemieckimi dezerterami polskie wsie Św. Józef i Św. Stanisław, kontrolując skrzyżowanie dróg w rejonie Kołomyja – Otynia – Stanisławów.
W ramach Akcji „Burza” w obwodach Kołomyja, Horodenka – Śniatyń, Kosów i Nadworna miał być odtworzony 49 Huculski pułk strzelców. Szybkie zajęcie przez wojska radziecki  na przełomie marca i kwietnia 1944 większej części obszaru Inspektoratu uniemożliwiło realizację tych zamierzeń.
Akcja „Burza” w Inspektoracie rozpoczęła się w marcu 1944. Walczyło ok. 900 zaprzysiężonych żołnierzy podziemia w tym ok. 500 członków samoobrony.

## Skład organizacyjny inspektoratu
Struktura organizacyjna podana za Atlas polskiego podziemia niepodległościowego:
- Obwód Kosów-Kołomyja
- Obwód Horodenka-Śniatyn
- Obwód Nadwórna

## Komendanci Inspektoratu
- sierż. pchor. Kazimierz Biłejczuk ps. „Buława” – do połowy 1942[1]
- ppor. Władysław Szast ps. „Bóbr”[1]